# Godofredo Buenosaires Vicent
Godofredo Buenosaires Vicent (Castellón  de la Plana, 19 de diciembre de 1895 - Valencia, 10 de octubre de 1974) fue un ceramista y docente español, multipremiado por su trabajo en distintos lugares de España y Europa. 
Si bien su faceta profesional como ceramista es la más conocida, también fue artista plástico, e integrante de la Agrupación Ribalta.

## Formación
La formación en el oficio, de larga tradición en la Comunidad Valenciana, la realizó en diversas escuelas de Castellón, Barcelona, París y Roma.

## Labor profesional

### Como artesano
Godofredo Buenosaires comenzó en el mundo laboral a la edad de 11 años, en una carpintería. Posteriormente, ingresó como aprendiz en un taller de arte religioso. Después de un parate de tres años durante la Primera Guerra Mundial en el que fue destinado a un campamento de artillería en Valencia, consiguió en 1924 abrir un taller propio.

### Como docente
Impartió clases de cerámica en distintas instituciones, como la Escuela Sindical de Formación Profesional de Irún, en la escuela de las Fábricas de L'Alcora y en la fábrica Porcelanas Bidasoa.

## Premios
Los premios que recibió el artista fueron variados, entre los que destacan la medalla de plata que recibió en la Exposición Universal de Barcelona de 1929, el Premio de Cerámica y Vidrio del Conservatorio de Artes y Oficios de París en 1923, o las distintas medallas recibidas en la Nacional Decorativa.